# Championnat de France de hockey sur glace 2019-2020
Saison précédente Saison suivante
La saison 2019-2020 est la 99e saison du championnat de France de hockey sur glace. En raison de la pandémie du COVID-19 qui interrompt le championnat en mars, aucun titre de champion n'est décerné.
Cependant, des promotions administratives sont prononcées pour compenser la rétrogradation des Lions de Lyon de Ligue Magnus en Division 3 l'année précédente : les Jokers de Cergy-Pontoise accèdent à la Ligue Magnus, Épinal à la Division 1 et Reims à la Division 2.
De plus, Poitiers et les Ducs d'Angers II sont promus en Division 2 pour compenser les rétrogradations volontaires des Gaulois de Châlons-en-Champagne et de Strasbourg II en Division 3.
En Division 3, Clermont II, Nantes II, Cholet II et Montpellier II cessent leurs activités à la fin de la saison.

## Règlement
Il s'applique pour toutes les divisions.

### Points
Les points sont attribués de la façon suivante :
- victoire dans le temps réglementaire : 3 points ;
- victoire en prolongation ou aux tirs au but : 2 points ;
- défaite en prolongation ou aux tirs au but : 1 point ;
- défaite dans le temps réglementaire : 0 point ;
- défaite par forfait : -1 point.

### Classement
Les équipes sont classées en fonction du nombre de points qu'elles ont enregistrés. En cas d'égalité, les critères suivants sont appliqués :
1. Points dans les rencontres directes ;
2. Nombre de matchs perdus par forfait ;
3. Nombre de buts marqués dans le temps réglementaire entre les équipes concernées ;
4. Différence de buts générale ;
5. Quotient buts marqués / buts encaissés lors de tous les matchs de la poule ;
6. Nombre de buts marqués lors de tous les matchs de la poule.

Si après avoir épuisé tous ces critères, deux équipes sont toujours à égalité, un match de barrage est alors organisé sur terrain neutre.

### Pandémie
En raison de la pandémie de coronavirus COVID-19, la Fédération française de hockey sur glace décide le 17 mars 2020 de stopper en l'état tous les championnats en raison des mesures de confinement mises en place dans le pays et de la fermeture de tous les établissements recevant du public, dont font partie les patinoires.
En conséquence :
- aucun titre de champion n'est décerné ;
- il n'y a ni promotion, ni relégation sportive mais une équipe peut être promue au niveau supérieur pour raisons administratives ou financières ;
- le club des Gothiques d'Amiens, vainqueur de la coupe de France, est qualifié pour la Coupe Continentale ;
- le club des Brûleurs de loups de Grenoble, premier du classement de la saison régulière, est qualifié pour la Ligue des champions.

## Synerglace Ligue Magnus

### Équipes engagées
| \| Amiens Angers Anglet Bordeaux Briançon Chamonix Gap Grenoble Mulhouse Nice Rouen \| Localisation des clubs engagés en Synerglace Ligue Magnus. · Tenant du titre |
| Amiens Angers Anglet Bordeaux Briançon Chamonix Gap Grenoble Mulhouse Nice Rouen                                                                                    |

| Club                             | Dernière montée | Classement 2018-2019 | Entraîneur                  | Patinoire                    | Capacité théorique | Nombre de saisons en Magnus |
| -------------------------------- | --------------- | -------------------- | --------------------------- | ---------------------------- | ------------------ | --------------------------- |
| Brûleurs de loups de Grenoble    | 2000            | 1er                  | Edo Terglav                 | Patinoire Polesud            | 4 208              | 47                          |
| Dragons de Rouen                 | 1985            | 2e                   | Fabrice Lhenry              | L'Île Lacroix                | 2 747              | 35                          |
| Gothiques d'Amiens               | 1982            | 3e                   | Mario Richer                | Coliseum                     | 3 400              | 38                          |
| Rapaces de Gap                   | 2009            | 4e                   | Éric Blais                  | Alp'Arena                    | 2 930              | 46                          |
| Ducs d'Angers                    | 1992            | 5e                   | Brennan Sonne               | Angers IceParc               | 3 536              | 28                          |
| Boxers de Bordeaux               | 2015            | 6e                   | Olivier Dimet               | Patinoire de Mériadeck       | 3 312              | 5                           |
| Aigles de Nice                   | 2016            | 7e                   | Stanislav Sutor             | Palais des sports Jean-Bouin | 1 200              | 4                           |
| Pionniers de Chamonix Mont-Blanc | 2005            | 8e                   | Timo Saarikoski             | Centre sportif Richard-Bozon | 1 700              | 86                          |
| Hormadi Anglet                   | 2018            | 9e                   | Heikki Leime                | Patinoire de la Barre        | 1 200              | 12                          |
| Scorpions de Mulhouse            | 2017            | 10e                  | Yorick Treille              | Patinoire de l'Illberg       | 1 600              | 4                           |
| Diables rouges de Briançon       | 2019            | 1er (Division 1)     | Claude Devèze Eric Medeiros | Patinoire René-Froger        | 2 300              | 46                          |

- Légende des couleurs

- En gras : champion de France, qualifié pour la Ligue des champions 2019-2020
- En italique : qualifié pour la Coupe continentale 2019-2020
- En gras et en italique : promu de Division 1 2018-2019

### Saison régulière
La saison régulière se joue du 13 septembre 2019 au 21 février 2020. Réunies au sein d'une poule unique, les 11 équipes se rencontrent en double matchs aller-retour. À l'issue de cette première phase, les 8 premiers se qualifient pour les séries éliminatoires, du 25 février 2020 au 4 avril 2020, jouées au meilleur des 7 matchs.
Cette année, il n'y a pas de descente puisque le club de Lyon s'est vu refusé sa participation en Ligue Magnus. La sanction est tombée au cours du mois d'août et aucune équipe n'a été repêchée à sa place.
Constatant que la poule de relégation n'avait plus d'intérêt sportif, la fédération soumet l'idée en cours de saison de changer de règlement. Ainsi, les cinq premiers de la phase régulière se qualifieraient directement pour les quarts de finales, les six autres équipes devraient alors passer un tour préliminaire pour y accéder. Cette formule devait être acceptée à l'unanimité pour être appliquée. Grenoble et Mulhouse ayant voté contre, la formule initiale reste donc en vigueur.

#### Résultats
Le score de l'équipe à domicile, située dans la colonne de gauche, est inscrit en premier.
| Résultats (dom.\ext.)                                              | AMI   | ANG   | AGL | BOR   | BRI | CHA   | GAP   | GRE   | MUL   | NIC   | ROU   | AMI   | ANG | AGL   | BOR   | BRI  | CHA   | GAP   | GRE   | MUL   | NIC   | ROU   |
| Amiens                                                             |       | 5-2   | 8-2 | 4-6   | 4-1 | 5-2   | 3-1   | 3-4TF | 5-3   | 3-1   | 2-3TF |       | 3-2 | 0-1TF | 6-1   | 2-0  | 4-1   | 4-5   | 3-4Pr | 4-3   | 1-4   | 1-2TF |
| Angers                                                             | 7-2   |       | 5-2 | 3-2   | 4-0 | 4-1   | 4-1   | 3-4Pr | 4-0   | 6-5TF | 4-2   | 5-2   |     | 6-1   | 3-4   | 6-3  | 5-1   | 5-2   | 0-3   | 2-1TF | 3-2Pr | 3-0   |
| Anglet                                                             | 3-4   | 0-5   |     | 3-2   | 3-1 | 3-1   | 4-1   | 2-3   | 6-3   | 3-2   | 2-4   | 2-5   | 0-6 |       | 2-4   | 5-3  | 5-4TF | 2-3Pr | 1-7   | 4-2   | 3-4TF | 2-4   |
| Bordeaux                                                           | 2-3   | 2-3Pr | 2-3 |       | 4-1 | 4-2   | 1-0   | 2-6   | 1-2TF | 3-2   | 1-3   | 2-3   | 4-2 | 3-1   |       | 4-0  | 2-4   | 4-2   | 6-4   | 1-4   | 3-1   | 3-5   |
| Briançon                                                           | 1-3   | 0-8   | 0-1 | 4-6   |     | 2-3   | 1-5   | 2-7   | 1-3   | 2-0   | 2-3TF | 4-5   | 2-9 | 1-2   | 2-3   |      | 2-4   | 2-3Pr | 2-10  | 2-8   | 5-4TF | 3-10  |
| Chamonix                                                           | 4-3Pr | 6-3   | 6-3 | 1-2TF | 5-2 |       | 4-3Pr | 3-6   | 4-3Pr | 5-4   | 3-6   | 4-1   | 4-5 | 5-4   | 3-4TF | 2-3  |       | 2-3Pr | 6-3   | 4-5   | 5-7   | 5-1   |
| Gap                                                                | 2-3   | 1-3   | 1-3 | 4-2   | 3-1 | 5-1   |       | 1-3   | 0-2   | 5-0   | 3-2   | 3-4Pr | 4-3 | 6-4   | 5-2   | 6-2  | 1-3   |       | 3-11  | 0-5   | 1-3   | 1-4   |
| Grenoble                                                           | 4-6   | 5-4TF | 5-1 | 6-5   | 9-5 | 6-0   | 5-0   |       | 6-2   | 3-2   | 6-1   | 3-2   | 2-4 | 4-3TF | 2-3TF | 12-1 | 9-3   | 2-3   |       | 5-4   | 4-3TF | 3-4TF |
| Mulhouse                                                           | 2-1   | 0-2   | 2-5 | 0-4   | 8-1 | 3-2   | 3-2Pr | 2-5   |       | 5-3   | 4-1   | 0-2   | 3-0 | 9-0   | 6-2   | 6-2  | 6-4   | 5-4   | 3-6   |       | 1-2Pr | 4-3Pr |
| Nice                                                               | 1-2TF | 5-6   | 4-1 | 1-5   | 6-1 | 2-3TF | 1-4   | 2-3TF | 5-2   |       | 1-2TF | 2-5   | 1-3 | 3-1   | 4-3Pr | 6-4  | 6-2   | 2-3Pr | 0-3   | 5-2   |       | 0-3   |
| Rouen                                                              | 2-3   | 6-2   | 7-0 | 2-0   | 4-0 | 2-1   | 3-2   | 3-4TF | 1-5   | 5-2   |       | 8-1   | 5-1 | 3-0   | 6-4   | 6-2  | 6-5Pr | 6-1   | 5-2   | 3-1   | 6-0   |       |
| - Victoire à domicile - Victoire à l'extérieur - Match non disputé |       |       |     |       |     |       |       |       |       |       |       |       |     |       |       |      |       |       |       |       |       |       |

#### Classement
Pour l'attribution des points, voir la section « Règlement » ci-dessus.
| Clt   | Équipe   | PJ | V  | VP | D  | DP | BP  | BC  | Diff | Pts     |
| ----- | -------- | -- | -- | -- | -- | -- | --- | --- | ---- | ------- |
| +001, | Grenoble | 40 | 24 | 8  | 6  | 2  | 199 | 108 | +91  | 90      |
| +002, | Rouen    | 40 | 24 | 6  | 8  | 2  | 152 | 89  | +63  | 86      |
| +003, | Angers   | 40 | 24 | 4  | 10 | 2  | 155 | 96  | +59  | 82      |
| +004, | Amiens   | 40 | 23 | 2  | 9  | 6  | 130 | 109 | +21  | 79      |
| +005, | Mulhouse | 40 | 17 | 4  | 16 | 3  | 132 | 114 | +18  | 62      |
| +006, | Bordeaux | 40 | 17 | 3  | 17 | 3  | 118 | 118 | +0   | 57 (-3) |
| +007, | Gap      | 40 | 13 | 4  | 19 | 4  | 103 | 124 | -21  | 51      |
| +008, | Chamonix | 40 | 12 | 4  | 19 | 5  | 128 | 153 | -25  | 49      |
| +009, | Anglet   | 40 | 13 | 2  | 22 | 3  | 93  | 148 | -55  | 46      |
| +010, | Nice     | 40 | 10 | 3  | 19 | 9  | 118 | 128 | -20  | 45      |
| +011, | Briançon | 40 | 2  | 1  | 35 | 2  | 73  | 202 | -129 | 10      |

- En gras et en italique : vainqueur du trophée Jacques-Lacarrière, qualifié pour les séries
- En italique : qualifié pour les séries

#### Statistiques individuelles
Pour les significations des abréviations, voir statistiques du hockey sur glace.
| Classt | Joueur          | Équipe                        | PJ | B  | A  | Pts | Pun |
| ------ | --------------- | ----------------------------- | -- | -- | -- | --- | --- |
| 1      | Alex Aleardi    | Brûleurs de loups de Grenoble | 40 | 26 | 37 | 63  | 28  |
| 2      | Tommy Giroux    | Gothiques d'Amiens            | 40 | 21 | 40 | 61  | 4   |
| 3      | Danick Bouchard | Ducs d'Angers                 | 39 | 30 | 26 | 56  | 26  |
| 4      | Joël Champagne  | Brûleurs de loups de Grenoble | 39 | 21 | 34 | 55  | 50  |
| 5      | Damien Fleury   | Brûleurs de loups de Grenoble | 38 | 24 | 29 | 53  | 94  |

| Clt | Joueur                | Équipe                        | PJ | Min           | BC | Moy  | %Arr | Bl |
| --- | --------------------- | ----------------------------- | -- | ------------- | -- | ---- | ---- | -- |
| 1   | Clément Fouquerel     | Boxers de Bordeaux            | 30 | 1775 min 45 s | 73 | 2.47 | 92,7 | 2  |
| 2   | Matija Pintarič       | Dragons de Rouen              | 39 | 2295 min 55 s | 80 | 2.99 | 92,4 | 5  |
| 3   | Henri-Corentin Buysse | Gothiques d'Amiens            | 37 | 2129 min 2 s  | 90 | 2.54 | 91,7 | 2  |
| 4   | Lukáš Horák           | Brûleurs de loups de Grenoble | 35 | 2071 min 31 s | 89 | 2.58 | 91,5 | 3  |
| 5   | Quentin Papillon      | Scorpions de Mulhouse         | 38 | 2138 min 40 s | 96 | 2.69 | 91,4 | 1  |

Mise à jour : 6 janvier 2020

### Séries éliminatoires

#### Format
Le format des séries éliminatoires est le suivant :
- Toutes les séries se jouent au meilleur des 7 matches (quarts de finale, demi-finales, finale).
- Chaque match doit déterminer un vainqueur. Lors des matches 1 à 6, en cas de match nul à l'issue du temps réglementaire, une prolongation de 10 minutes à 3 contre 3 est disputée. L’équipe qui marque gagne la partie. Si aucun but n'est inscrit au cours de la prolongation, une séance de tirs au but détermine le vainqueur. Lors des matches 7, la prolongation à 3 contre 3 en mort subite est jouée jusqu'à ce qu'un but soit inscrit. Toutes les 20 minutes, il y a un repos de 15 minutes avec un surfaçage et un changement de côté. L'équipe qui marque remporte la rencontre.
- En quart de finale, les équipes se rencontrent dans un ordre prédéfini : le 1er de la saison régulière rencontre le 8e de la saison régulière ; le 2e rencontre le 7e ; le 3e rencontre le 6e ; le 4e rencontre le 5e.
- Les vainqueurs se retrouvent en demi-finales où l'organisation est similaire à celle des quarts de finale : le mieux classé contre le moins bien classé, etc.
- En finale c'est également le cas, le mieux classé ayant l'avantage de la glace.

#### Tableau
|  | Quarts de finale | Quarts de finale                 | Quarts de finale      |                    |   | Demi-finales                  | Demi-finales | Demi-finales |  |  | Finale | Finale | Finale |
|  |                  |                                  |                       |                    |   |                               |              |              |  |  |        |        |        |
|  | 1                | Brûleurs de loups de Grenoble    | 4                     |                    |   |                               |              |              |  |  |        |        |        |
|  | 8                | Pionniers de Chamonix Mont-Blanc | 0                     |                    |   |                               |              |              |  |  |        |        |        |
|  | 8                | Pionniers de Chamonix Mont-Blanc | 0                     |                    | 1 | Brûleurs de loups de Grenoble |              |              |  |  |        |        |        |
|  |                  |                                  |                       |                    | 1 | Brûleurs de loups de Grenoble |              |              |  |  |        |        |        |
|  |                  | 5                                | Scorpions de Mulhouse |                    |   |                               |              |              |  |  |        |        |        |
|  | 4                | 5                                | Scorpions de Mulhouse | Gothiques d'Amiens | 3 |                               |              |              |  |  |        |        |        |
|  | 4                |                                  |                       | Gothiques d'Amiens | 3 |                               |              |              |  |  |        |        |        |
|  | 5                | Scorpions de Mulhouse            | 4                     |                    |   |                               |              |              |  |  |        |        |        |
|  |                  |                                  |                       |                    |   |                               |              |              |  |  |        |        |        |
|  |                  |                                  |                       |                    |   |                               |              |              |  |  |        |        |        |
|  | 2                | Dragons de Rouen                 | 4                     |                    |   |                               |              |              |  |  |        |        |        |
|  | 7                | Rapaces de Gap                   | 0                     |                    |   |                               |              |              |  |  |        |        |        |
|  | 7                | Rapaces de Gap                   | 0                     |                    | 2 | Dragons de Rouen              |              |              |  |  |        |        |        |
|  |                  |                                  |                       |                    | 2 | Dragons de Rouen              |              |              |  |  |        |        |        |
|  |                  | 3                                | Ducs d'Angers         |                    |   |                               |              |              |  |  |        |        |        |
|  | 3                | 3                                | Ducs d'Angers         | Ducs d'Angers      | 4 |                               |              |              |  |  |        |        |        |
|  | 3                |                                  |                       | Ducs d'Angers      | 4 |                               |              |              |  |  |        |        |        |
|  | 6                | Boxers de Bordeaux               | 0                     |                    |   |                               |              |              |  |  |        |        |        |

#### Quarts de finale
Les quarts de finale ont lieu du 25 février au 11 mars 2020.

#### Demi-finales
Initialement programmées du 10 au 22 mars, les demi-finales ont été repoussées du 17 au 29 mars 2020 à la suite de la reprogrammation tardive des matches 6 et 7 du quart de finale entre Mulhouse et Amiens. Finalement, les demi-finales sont mises en suspens à cause de l'épidémie de coronavirus qui sévit en France. Le 17 mars, le championnat est finalement déclaré définitivement terminé sans aucun vainqueur.

#### Poule de classement
Les trois derniers de la saison régulière s'affrontent dans une poule de classement sous le format d'un mini-championnat en matches aller-retour. Tous les points acquis en saison régulière sont conservés. Exceptionnellement, finir dernier de la poule n'entraîne pas de relégation pour cette saison car seuls 11 équipes ont participé au championnat à la suite de l'invalidation de Lyon, et donc seuls 3 équipes sont concernées par cette poule.

##### Résultats
Le score de l'équipe à domicile, située dans la colonne de gauche, est inscrit en premier.
| Bilan de la poule de classement | AGL   | BRI | NIC |
| Anglet                          |       | 6-4 | 2-4 |
| Briançon                        | 1-6   |     | 4-7 |
| Nice                            | 3-4Pr | 9-1 |     |

##### Classement
| Clt   | Équipe   | PJ | V  | VP | D  | DP | BP  | BC  | Diff | Pts     |
| ----- | -------- | -- | -- | -- | -- | -- | --- | --- | ---- | ------- |
| +009, | Nice     | 44 | 13 | 3  | 18 | 10 | 131 | 141 | -10  | 55 (10) |
| +010, | Anglet   | 44 | 15 | 3  | 23 | 3  | 111 | 160 | -49  | 54 (8)  |
| +011, | Briançon | 44 | 2  | 1  | 39 | 2  | 83  | 230 | -147 | 10 (0)  |

- Date de mise à jour : 6 mars 2020
- Nota concernant les points : Le nombre de points indiqué correspond au cumul de points entre la saison régulière et la phase de relégation. Le nombre de points acquis en poule de maintien figure entre parenthèses.

## Division 1

### Équipes engagées
| \| Brest Caen Cergy-Pontoise Chambéry Cholet Clermont-Ferrand Dunkerque Marseille Mont-Blanc Montpellier Nantes Neuilly-sur-Marne Strasbourg Tours \| Localisation des clubs engagés dans le championnat de France de Division 1. |
| Brest Caen Cergy-Pontoise Chambéry Cholet Clermont-Ferrand Dunkerque Marseille Mont-Blanc Montpellier Nantes Neuilly-sur-Marne Strasbourg Tours                                                                                   |

Les équipes engagées en Division 1 sont au nombre de 14.
| Club                           | Classement 2018-2019 | Entraîneur                      | Patinoire                                      | Capacité théorique |
| ------------------------------ | -------------------- | ------------------------------- | ---------------------------------------------- | ------------------ |
| Étoile noire de Strasbourg     | 12e (Magnus)         | Daniel Bourdages                | Patinoire Iceberg                              | 2 400              |
| Bisons de Neuilly-sur-Marne    | 2e                   | Frank Spinozzi                  | Patinoire municipale de Neuilly-sur-Marne      | 700                |
| Albatros de Brest              | 3e                   | Nicolas Favarin                 | Rïnkla Stadium                                 | 1 200              |
| Jokers de Cergy-Pontoise       | 4e                   | Jonathan Paredes                | Aren'ice                                       | 3 000              |
| Spartiates de Marseille        | 5e                   | Luc Tardif Junior               | Palais omnisports Marseille Grand Est          | 5 504              |
| Drakkars de Caen               | 6e                   | Luc Chauvel                     | Patinoire de Caen la mer                       | 1 499              |
| Dogs de Cholet                 | 7e                   | Julien Pihant                   | Pôle Sportif Glisséo                           | 1 200              |
| Corsaires de Dunkerque         | 8e                   | Antoine Richer                  | Patinoire Michel-Raffoux                       | 1 400              |
| Remparts de Tours              | 9e                   | Rodolphe Garnier Claude Devèze  | Patinoire de Tours                             | 2 316              |
| Corsaires de Nantes            | 10e                  | Martin Lacroix                  | Patinoire du Petit Port                        | 1 060              |
| Vipers de Montpellier          | 11e                  | Dušan Brincko Raimonds Danilics | Patinoire Végapolis                            | 2 400              |
| Yétis du Mont-Blanc            | 12e                  | Julien Guimard                  | Patinoire de Saint-Gervais Patinoire de Megève | 1 800 2 900        |
| Éléphants de Chambéry          | 14e                  | Alexandre Gagnon                | Patinoire Buisson Rond                         | 1 200              |
| Sangliers Arvernes de Clermont | 1er (Division 2)     | Éric Sarliève                   | Patinoire Clermont Communauté                  | 2 500              |

- Légende des couleurs

- Promu de Division 2 2018-2019
- Relégué de Ligue Magnus 2018-2019

### Saison régulière
La saison régulière se joue du 14 septembre 2019 au 29 février 2020. Les quatorze équipes sont réunies au sein d'une poule unique qui se joue en matchs aller-retour.
Les huit premiers se qualifient pour les séries éliminatoires, dont le vainqueur sera sportivement promu en Synerglace Ligue Magnus.

#### Résultats
Le score de l'équipe à domicile, située dans la colonne de gauche, est inscrit en premier.
| Résultats (dom.\ext.)                                              | BRE   | CAE   | CER   | CHM   | CHO   | CLE   | DUN   | MAR   | MON   | M-B   | NAN   | NEU   | STR   | TRS   |
| Albatros de Brest                                                  |       | 4-1   | 0-4   | 4-3   | 5-2   | 3-6   | 6-3   | 1-4   | 3-0   | 0-4   | 4-1   | 2-4   | 3-4Pr | 5-4   |
| Drakkars de Caen                                                   | 1-2   |       | 2-0   | 1-0   | 1-4   | 2-1   | 0-1   | 3-0   | 5-2   | 5-4TF | 5-2   | 2-1TF | 3-2Pr | 4-1   |
| Jokers de Cergy-Pontoise                                           | 7-2   | 4-3   |       | 10-1  | 4-2   | 5-1   | 3-4   | 11-1  | 8-3   | 5-3   | 1-0Pr | 3-4Pr | 5-1   | 7-3   |
| Éléphants de Chambéry                                              | 4-3   | 0-2   | 5-4Pr |       | 2-0   | 2-1TF | 5-3   | 6-5   | 5-2   | 2-5   | 6-5Pr | 1-5   | 5-3   | 4-3Pr |
| Dogs de Cholet                                                     | 4-5TF | 3-2   | 4-10  | 4-5TF |       | 2-4   | 5-3   | 3-4   | 11-6  | 2-4   | 4-5Pr | 4-5TF | 4-5TF | 3-7   |
| Sangliers Arvernes de Clermont                                     | 2-4   | 1-5   | 0-3   | 3-7   | 6-5TF |       | 4-5TF | 2-5   | 3-4TF | 1-5   | 2-4   | 3-5   | 4-5   | 5-4Pr |
| Corsaires de Dunkerque                                             | 2-5   | 1-4   | 3-4   | 4-3Pr | 6-5   | 3-4Pr |       | 3-0   | 6-0   | 4-3Pr | 2-5   | 3-4   | 4-2   | 4-3Pr |
| Spartiates de Marseille                                            | 1-2   | 3-4TF | 1-2   | 4-1   | 5-2   | 1-5   | 2-1   |       | 7-1   | 3-4Pr | 3-0   | 5-2   | 1-3   | 2-5   |
| Vipers de Montpellier                                              | 2-5   | 1-2   | 4-8   | 3-0   | 4-5TF | 6-4   | 3-5   | 1-3   |       | 1-3   | 5-2   | 3-4Pr | 3-5   | 2-5   |
| Yétis du Mont-Blanc                                                | 1-4   | 9-0   | 2-4   | 5-0   | 4-3Pr | 9-0   | 2-4   | 3-6   | 3-2   |       | 0-4   | 4-3   | 4-2   | 2-3TF |
| Corsaires de Nantes                                                | 2-1Pr | 3-2   | 2-4   | 6-3   | 4-5   | 6-4   | 5-2   | 4-5Pr | 5-3   | 1-2   |       | 2-4   | 4-3   | 4-5Pr |
| Bisons de Neuilly-sur-Marne                                        | 4-3Pr | 2-1   | 3-4TF | 4-2   | 3-2   | 6-2   | 2-3   | 4-1   | 3-4   | 10-1  | 1-2Pr |       | 1-3   | 2-1TF |
| Étoile noire de Strasbourg                                         | 4-1   | 2-1   | 5-4TF | 2-3   | 3-4   | 6-3   | 2-4   | 2-3TF | 3-6   | 2-1Pr | 9-4   | 2-3   |       | 1-4   |
| Remparts de Tours                                                  | 4-3   | 1-4   | 4-5Pr | 6-3   | 5-7   | 6-1   | 3-0   | 4-2   | 0-2   | 3-2   | 6-4   | 4-3TF | 3-2   |       |
| - Victoire à domicile - Victoire à l'extérieur - Match non disputé |       |       |       |       |       |       |       |       |       |       |       |       |       |       |

#### Classement
Pour l'attribution des points, voir la section « Règlement » ci-dessus.
| Clt   | Équipe            | PJ | V  | VP | D  | DP | BP  | BC  | Diff | Pts     |
| ----- | ----------------- | -- | -- | -- | -- | -- | --- | --- | ---- | ------- |
| +001, | Cergy-Pontoise    | 26 | 18 | 3  | 2  | 3  | 129 | 63  | +66  | 64      |
| +002, | Neuilly-sur-Marne | 26 | 12 | 5  | 5  | 4  | 92  | 67  | +25  | 50      |
| +003, | Brest             | 26 | 13 | 1  | 9  | 3  | 80  | 78  | +2   | 44      |
| +004, | Caen              | 26 | 12 | 4  | 10 | 0  | 65  | 54  | +11  | 44      |
| +005, | Tours             | 26 | 12 | 3  | 6  | 5  | 97  | 83  | +14  | 44 (-3) |
| +006, | Mont-Blanc        | 26 | 12 | 2  | 8  | 4  | 89  | 77  | +12  | 44      |
| +007, | Nantes            | 26 | 10 | 3  | 9  | 4  | 89  | 88  | +1   | 40      |
| +008, | Dunkerque         | 26 | 10 | 4  | 11 | 1  | 83  | 84  | -1   | 39      |
| +009, | Marseille         | 26 | 11 | 2  | 11 | 2  | 77  | 79  | -2   | 39      |
| +010, | Chambéry          | 26 | 8  | 5  | 12 | 1  | 78  | 97  | -19  | 34 (-1) |
| +011, | Strasbourg        | 26 | 8  | 4  | 12 | 2  | 83  | 85  | -2   | 34      |
| +012, | Cholet            | 26 | 7  | 1  | 11 | 7  | 99  | 117 | -18  | 30      |
| +013, | Montpellier       | 26 | 5  | 1  | 18 | 2  | 70  | 116 | -46  | 19      |
| +014, | Clermont-Ferrand  | 26 | 3  | 3  | 17 | 3  | 75  | 118 | -43  | 18      |

- Qualifié pour les séries éliminatoires
- Dispute la phase de relégation

#### Meilleurs pointeurs
| Classt | Joueur                    | Équipe                     | PJ | B  | A  | Pts | Pun |
| ------ | ------------------------- | -------------------------- | -- | -- | -- | --- | --- |
| 1      | Pierre-Charles Hordelalay | Jokers de Cergy-Pontoise   | 25 | 25 | 26 | 51  | 24  |
| 2      | Max Kalter                | Jokers de Cergy-Pontoise   | 26 | 22 | 24 | 46  | 10  |
| 3      | Karl Léveillé             | Corsaires de Nantes        | 25 | 20 | 14 | 34  | 74  |
| 4      | René Jarolin              | Étoile noire de Strasbourg | 23 | 19 | 15 | 34  | 6   |
| 5      | Sébastien Trudeau         | Étoile noire de Strasbourg | 26 | 14 | 20 | 34  | 12  |

Mise à jour : 2 mars 2020

### Séries éliminatoires
Les séries éliminatoires se jouent du 7 mars 2020 au 12 avril 2020. Les 8 équipes les mieux classées à l'issue de la saison régulière sont qualifiées pour les quarts de finale des séries éliminatoires.
Chaque tour se dispute au meilleur des 5 matches. Le vainqueur de la finale est sacré champion de Division 1 et est promu en Ligue Magnus.
Les deux premiers sont joués chez l'équipe la mieux classée, les deux suivants chez la moins bien classée et le dernier chez la mieux classée.
|  |                             |                  |                     |                  |                  |                     |                    |  |                    |              |              |              |              |              |              |              |  |  |        |        |        |        |        |        |        |  |
|  | Quarts de finale            | Quarts de finale | Quarts de finale    | Quarts de finale | Quarts de finale | Quarts de finale    | Quarts de finale   |  |                    | Demi-finales | Demi-finales | Demi-finales | Demi-finales | Demi-finales | Demi-finales | Demi-finales |  |  | Finale | Finale | Finale | Finale | Finale | Finale | Finale |  |
|  | 7 au 15 mars 2020           |                  |                     |                  |                  |                     |                    |  |                    |              |              |              |              |              |              |              |  |  |        |        |        |        |        |        |        |  |
|  |                             |                  |                     |                  |                  |                     |                    |  |                    |              |              |              |              |              |              |              |  |  |        |        |        |        |        |        |        |  |
|  | Jokers de Cergy-Pontoise    | (1)              | 2                   | 6                | 3                | 3                   |                    |  |                    |              |              |              |              |              |              |              |  |  |        |        |        |        |        |        |        |  |
|  | Jokers de Cergy-Pontoise    | (1)              | 2                   | 6                | 3                | 3                   | 21 au 29 mars 2020 |  |                    |              |              |              |              |              |              |              |  |  |        |        |        |        |        |        |        |  |
|  | Corsaires de Dunkerque      | (8)              | 1                   | 4                | 4                | 4                   |                    |  |                    |              |              |              |              |              |              |              |  |  |        |        |        |        |        |        |        |  |
|  | Corsaires de Dunkerque      | (8)              | 1                   | 4                | 4                | 4                   |                    |  |                    |              |              |              |              |              |              |              |  |  |        |        |        |        |        |        |        |  |
|  | 7 au 11 mars 2020           |                  |                     |                  |                  |                     |                    |  |                    |              |              |              |              |              |              |              |  |  |        |        |        |        |        |        |        |  |
|  |                             |                  | Drakkars de Caen    | (4)              |                  |                     |                    |  |                    |              |              |              |              |              |              |              |  |  |        |        |        |        |        |        |        |  |
|  | Drakkars de Caen            | (4)              | Drakkars de Caen    | (4)              | 6                | 3                   | 2                  |  |                    |              |              |              |              |              |              |              |  |  |        |        |        |        |        |        |        |  |
|  | Drakkars de Caen            | (4)              |                     |                  | 6                | 3                   | 2                  |  | 4 au 12 avril 2020 |              |              |              |              |              |              |              |  |  |        |        |        |        |        |        |        |  |
|  | Remparts de Tours           | (5)              | 2                   | 0                | 1                |                     |                    |  |                    |              |              |              |              |              |              |              |  |  |        |        |        |        |        |        |        |  |
|  | Remparts de Tours           | (5)              | 2                   | 0                | 1                |                     |                    |  |                    |              |              |              |              |              |              |              |  |  |        |        |        |        |        |        |        |  |
|  | 7 au 11 mars 2020           |                  |                     |                  |                  |                     |                    |  |                    |              |              |              |              |              |              |              |  |  |        |        |        |        |        |        |        |  |
|  |                             |                  |                     |                  |                  |                     |                    |  |                    |              |              |              |              |              |              |              |  |  |        |        |        |        |        |        |        |  |
|  | Albatros de Brest           | (3)              | 4                   | 3                | 3                |                     |                    |  |                    |              |              |              |              |              |              |              |  |  |        |        |        |        |        |        |        |  |
|  | Albatros de Brest           | (3)              | 4                   | 3                | 3                | 21 au 29 mars 2020  |                    |  |                    |              |              |              |              |              |              |              |  |  |        |        |        |        |        |        |        |  |
|  | Yétis du Mont-Blanc         | (6)              | 5                   | 5                | 4                |                     |                    |  |                    |              |              |              |              |              |              |              |  |  |        |        |        |        |        |        |        |  |
|  | Yétis du Mont-Blanc         | (6)              | 5                   | 5                | 4                | Yétis du Mont-Blanc | (6)                |  |                    |              |              |              |              |              |              |              |  |  |        |        |        |        |        |        |        |  |
|  | 7 au 11 mars 2020           |                  |                     |                  |                  | Yétis du Mont-Blanc | (6)                |  |                    |              |              |              |              |              |              |              |  |  |        |        |        |        |        |        |        |  |
|  |                             |                  | Corsaires de Nantes | (7)              |                  |                     |                    |  |                    |              |              |              |              |              |              |              |  |  |        |        |        |        |        |        |        |  |
|  | Bisons de Neuilly-sur-Marne | (2)              | Corsaires de Nantes | (7)              | 4                | 3                   | 2                  |  |                    |              |              |              |              |              |              |              |  |  |        |        |        |        |        |        |        |  |
|  | Bisons de Neuilly-sur-Marne | (2)              |                     |                  | 4                | 3                   | 2                  |  |                    |              |              |              |              |              |              |              |  |  |        |        |        |        |        |        |        |  |
|  | Corsaires de Nantes         | (7)              | 6                   | 4                | 3                |                     |                    |  |                    |              |              |              |              |              |              |              |  |  |        |        |        |        |        |        |        |  |
|  | Corsaires de Nantes         | (7)              | 6                   | 4                | 3                |                     |                    |  |                    |              |              |              |              |              |              |              |  |  |        |        |        |        |        |        |        |  |

#### Poule de maintien
Les quatre derniers de la saison régulière s'affrontent dans une poule de relégation sous le format d'un mini-championnat en matches aller-retour à l'issue duquel le dernier est relégué en Division 2. Les résultats des confrontations entre chaque équipe durant la saison régulière sont conservés.

##### Résultats
Le score de l'équipe à domicile, située dans la colonne de gauche, est inscrit en premier.
| Bilan de la saison régulière                                       | CHO    | CLE | MON    | STR    |
| Dogs de Cholet                                                     |        | 2-4 | 11-6   | 4-5 TF |
| Sangliers Arvernes de Clermont                                     | 6-5 TF |     | 3-4 TF | 4-5    |
| Vipers de Montpellier                                              | 4-5 TF | 6-4 |        | 3-5    |
| Étoile noire de Strasbourg                                         | 3-4    | 6-3 | 3-6    |        |
| - Victoire à domicile - Victoire à l'extérieur - Match non disputé |        |     |        |        |

| Bilan de la poule de maintien                                      | CHO    | CLE | MON | STR |
| Cholet                                                             |        | -   | -   | -   |
| Clermont                                                           | -      |     | -   | -   |
| Montpellier                                                        | 4-3 Pr | -   |     | -   |
| Strasbourg                                                         | -      | -   | -   |     |
| - Victoire à domicile - Victoire à l'extérieur - Match non disputé |        |     |     |     |

Pr. : Prolongation    -    TF : Tirs de fusillade

##### Classement
| Clt   | Équipe      | PJ | V | VP | D | DP | BP | BC | Diff | Pts    |
| ----- | ----------- | -- | - | -- | - | -- | -- | -- | ---- | ------ |
| +011, | Cholet      | 7  | 2 | 1  | 1 | 3  | 34 | 32 | +2   | 11 (1) |
| +012, | Montpellier | 7  | 2 | 2  | 2 | 1  | 33 | 34 | -1   | 11 (2) |
| +013, | Strasbourg  | 6  | 3 | 1  | 2 | 0  | 27 | 24 | +3   | 11 (0) |
| +014, | Clermont    | 6  | 1 | 1  | 3 | 1  | 24 | 28 | -4   | 6 (0)  |

- relégué en Division 2

- Date de mise à jour : 8 mars 2020
- Nota concernant les points : Le nombre de points indiqué correspond au cumul de points entre la saison régulière et la phase de relégation. Le nombre de points acquis en poule de maintien figure entre parenthèses.

## Division 2

### Équipes engagées
Les équipes engagées en Division 2 sont donc au nombre de vingt (dont deux équipes réserves). Elles sont réparties en deux poules de dix :
| Club                            | Classement 2018-2019 | Entraîneur             | Patinoire                                                   | Capacité théorique |
| ------------------------------- | -------------------- | ---------------------- | ----------------------------------------------------------- | ------------------ |
| Red Dogs d'Amnéville            | 5e                   | Thomas Eischen         | Patinoire du Centre de Loisirs                              | 550                |
| Lions de Wasquehal              | 6e                   | Fabien Chardon         | Patinoire Serge Charles Lille                               | 400                |
| Jets d'Évry Viry                | 9e                   | Francis Larivée        | Patinoire des Lacs de l'Essonne Patinoire François Le Comte | 900 250            |
| Dragons de Rouen II             | 10e                  | Ari Salo               | Patinoire de l'Île Lacroix                                  | 2 747              |
| Gaulois de Châlons-en-Champagne | 11e                  | Tristant Lohou         | Patinoire Cités Glace                                       | 700                |
| Comètes de Meudon               | 14e                  | Sylvain Codère         | Patinoire de Meudon                                         | 500                |
| Français volants de Paris       | 16e                  | Jérôme Pourtanel       | Patinoire Sonja-Henie                                       | 350                |
| Diables rouges de Valenciennes  | 18e                  | Romain Sadoine         | Patinoire Valigloo                                          | 700                |
| Épinal Hockey Club              | 1er (Division 3)     | Ján Plch               | Patinoire de Poissompré                                     | 2 500              |
| Coqs de Courbevoie              | 3e (Division 3)      | Pierre-Mathieu Maillot | Patinoire municipale de Courbevoie                          | 700                |

| Club                         | Classement 2018-2019 | Entraîneur               | Patinoire                                                                      | Capacité théorique |
| ---------------------------- | -------------------- | ------------------------ | ------------------------------------------------------------------------------ | ------------------ |
| Bouquetins du HCMP           | 2e                   | Pierre Rossat-Mignod     | Patinoire de Courchevel Patinoire de Méribel Patinoire de Pralognan-la-Vanoise | 1 000 2 500 1 800  |
| Chevaliers du lac d'Annecy   | 3e                   | Cyril Papa               | Complexe Jean Régis                                                            | 1 650              |
| Renards de Roanne            | 4e                   | Romain Bonnefond         | Patinoire Fontalon                                                             | 1 350              |
| Bélougas de Toulouse-Blagnac | 7e                   | Eddy Martin-Whalen       | Patinoire Jacques-Raynaud Patinoire Alex Jany                                  | 1 200 981          |
| Pingouins de Morzine-Avoriaz | 8e                   | Stéphane Gros            | Škoda Arena                                                                    | 1 280              |
| Titans de Colmar             | 12e                  | Christer Eriksson        | Patinoire de Colmar                                                            | 1 200              |
| Ours de Villard-de-Lans      | 13e                  | Pierre-Antoine Simonneau | Patinoire André Ravix                                                          | 2 000              |
| Lynx de Valence              | 15e                  | Jean-Michel Bortino      | Le Polygone                                                                    | 1 000              |
| Grizzlys de Vaujany          | 17e                  | Fabrice Texier           | Patinoire de Vaujany                                                           | 900                |
| Strasbourg II                | 20e                  | Tarik Chipaux            | Patinoire Iceberg                                                              | 2 400              |

- Légende des couleurs

- Promu de Division 3 2018-2019
- Relégué de Division 1 2018-2019

### Saison régulière
La saison régulière se joue du 21 septembre 2019 au 8 février 2020.
Les huit premiers de chaque poule se qualifient pour les séries éliminatoires qui se jouent en matchs aller-retour en huitièmes de finale. Les quarts de finale, demi-finales et la finale se déroulent au meilleur des trois matchs ; la 1re rencontre se joue chez l'équipe la moins bien classée, la 2e et éventuellement la 3e chez la mieux classée. Le vainqueur de la finale est sacré champion de Division 2. Il est promu en Division 1, de même que le finaliste vaincu.
Les deux derniers de chaque poule jouent une phase de relégation, entre le 23 février 2018 et le 6 avril 2018. Cette phase est un mini-championnat en matchs aller-retour à l'issue duquel les deux derniers sont relégués en Division 3.

#### Poule A
Le score de l'équipe à domicile, située dans la colonne de gauche, est inscrit en premier.
| Résultats (dom.\ext.)                                              | AMN   | CHL  | COU  | ÉPI  | ÉVY  | MEU   | PAR   | ROU   | VAC  | WAS  |
| Red Dogs d'Amnéville                                               |       | 9-1  | 6-2  | 1-4  | 3-2  | 3-9   | 4-6   | 3-6   | 5-2  | 7-3  |
| Gaulois de Châlons-en-Champagne                                    | 3-6   |      | 8-5  | 2-20 | 3-8  | 4-8   | 1-8   | 4-5   | 7-4  | 4-8  |
| Coqs de Courbevoie                                                 | 6-8   | 6-4  |      | 2-4  | 0-7  | 1-4   | 3-5   | 2-4   | 3-1  | 0-1  |
| Épinal Hockey Club                                                 | 10-1  | 15-0 | 7-0  |      | 9-5  | 6-3   | 1-2TF | 3-4TF | 14-2 | 6-0  |
| Jets d'Évry Viry                                                   | 3-5   | 6-2  | 7-0  | 0-4  |      | 2-6   | 3-4   | 5-4TF | 4-2  | 6-3  |
| Comètes de Meudon                                                  | 8-2   | 9-1  | 11-1 | 2-3  | 7-2  |       | 6-7   | 4-3   | 10-0 | 17-0 |
| Français volants de Paris                                          | 6-3   | 12-3 | 10-3 | 3-9  | 6-5  | 2-10  |       | 6-1   | 5-6  | 5-6  |
| Dragons de Rouen II                                                | 2-3Pr | 8-3  | 6-2  | 2-4  | 5-4  | 2-6   | 2-3   |       | 5-1  | 6-2  |
| Diables rouges de Valenciennes                                     | 4-3   | 9-4  | 9-4  | 4-5  | 8-9  | 3-2TF | 7-4   | 0-5   |      | 2-6  |
| Lions de Wasquehal                                                 | 8-5   | 2-7  | 6-2  | 1-8  | 1-11 | 4-5   | 6-5   | 2-8   | 1-4  |      |
| - Victoire à domicile - Victoire à l'extérieur - Match non disputé |       |      |      |      |      |       |       |       |      |      |

Pr. : Prolongation    -    TF : Tirs de fusillade
| Clt   | Équipe               | PJ | V  | VP | D  | DP | BP  | BC  | Diff | Pts |
| ----- | -------------------- | -- | -- | -- | -- | -- | --- | --- | ---- | --- |
| +001, | Épinal               | 18 | 16 | 0  | 0  | 2  | 132 | 34  | +98  | 50  |
| +002, | Meudon               | 18 | 14 | 0  | 3  | 1  | 127 | 46  | +81  | 43  |
| +003, | Paris                | 18 | 11 | 1  | 6  | 0  | 99  | 79  | +20  | 35  |
| +004, | Rouen II             | 18 | 10 | 1  | 5  | 2  | 78  | 57  | +21  | 34  |
| +005, | Amnéville            | 18 | 8  | 1  | 9  | 0  | 77  | 85  | -8   | 26  |
| +006, | Évry Viry            | 18 | 8  | 1  | 9  | 0  | 89  | 72  | +17  | 26  |
| +007, | Wasquehal            | 18 | 7  | 0  | 11 | 0  | 60  | 108 | -48  | 21  |
| +008, | Valenciennes         | 18 | 6  | 1  | 11 | 0  | 68  | 96  | -28  | 20  |
| +009, | Châlons-en-Champagne | 18 | 3  | 0  | 15 | 0  | 61  | 148 | -87  | 9   |
| +010, | Courbevoie           | 18 | 2  | 0  | 16 | 0  | 42  | 108 | -66  | 6   |

- Qualifié pour les huitièmes de finale
- Dispute la poule de maintien

#### Poule B
Le score de l'équipe à domicile, située dans la colonne de gauche, est inscrit en premier.
| Résultats (dom.\ext.)                                              | ANN   | COL   | CMP   | MOR   | ROA   | STR  | TLS  | VAL   | VAU | VIL   |
| Chevaliers du lac d'Annecy                                         |       | 4-6   | 5-3   | 3-4Pr | 5-1   | 6-1  | 4-1  | 1-6   | 2-4 | 2-3TF |
| Titans de Colmar                                                   | 0-1   |       | 2-6   | 2-7   | 3-5   | 6-2  | 3-6  | 7-4   | 4-7 | 7-4   |
| Bouquetins du HCMP                                                 | 6-2   | 13-3  |       | 3-4   | 3-2TF | 8-2  | 2-4  | 4-5Pr | 5-2 | 3-7   |
| Pingouins de Morzine-Avoriaz                                       | 8-6   | 7-6Pr | 3-6   |       | 5-3   | 10-2 | 7-0  | 2-5   | 7-1 | 3-0   |
| Renards de Roanne                                                  | 2-3Pr | 5-4TF | 7-5   | 1-4   |       | 9-0  | 10-0 | 7-4   | 6-1 | 9-5   |
| CSG Strasbourg II                                                  | 1-8   | 2-5   | 1-9   | 2-13  | 1-11  |      | 1-11 | 2-12  | 0-7 | 0-11  |
| Bélougas de Toulouse-Blagnac                                       | 4-3   | 2-1   | 3-5   | 2-6   | 5-4TF | 6-1  |      | 7-2   | 2-1 | 4-8   |
| Lynx de Valence                                                    | 7-5   | 6-1   | 3-6   | 2-5   | 6-3   | 6-2  | 6-4  |       | 6-4 | 3-5   |
| Grizzlys de Vaujany                                                | 1-6   | 5-2   | 2-3Pr | 0-4   | 5-2   | 13-1 | 5-4  | 4-5TF |     | 4-7   |
| Ours de Villard-de-Lans                                            | 4-2   | 2-3   | 3-2   | 2-3   | 5-3   | 5-0  | 2-4  | 2-3TF | 4-1 |       |
| - Victoire à domicile - Victoire à l'extérieur - Match non disputé |       |       |       |       |       |      |      |       |     |       |

| Clt   | Équipe                       | PJ | V  | VP | D  | DP | BP  | BC  | Diff | Pts |
| ----- | ---------------------------- | -- | -- | -- | -- | -- | --- | --- | ---- | --- |
| +001, | Morzine-Avoriaz              | 18 | 14 | 2  | 2  | 0  | 102 | 46  | +56  | 46  |
| +002, | Villard-de-Lans              | 18 | 10 | 1  | 6  | 1  | 79  | 56  | +23  | 33  |
| +003, | Valence                      | 18 | 9  | 3  | 6  | 0  | 91  | 71  | +20  | 33  |
| +004, | Courchevel Méribel Pralognan | 18 | 9  | 2  | 6  | 1  | 92  | 60  | +32  | 32  |
| +005, | Roanne                       | 18 | 8  | 1  | 6  | 3  | 90  | 64  | +26  | 29  |
| +006, | Toulouse-Blagnac             | 18 | 9  | 1  | 8  | 0  | 69  | 71  | -2   | 29  |
| +007, | Annecy                       | 18 | 7  | 1  | 8  | 2  | 68  | 62  | +6   | 25  |
| +008, | Vaujany                      | 18 | 7  | 0  | 9  | 2  | 70  | 71  | -1   | 23  |
| +009, | Colmar                       | 18 | 6  | 0  | 10 | 2  | 65  | 88  | -23  | 20  |
| +010, | Strasbourg II                | 18 | 0  | 0  | 18 | 0  | 22  | 159 | -137 | 0   |

- Qualifié pour les huitièmes de finale
- Dispute la poule de maintien

### Séries éliminatoires
Les séries éliminatoires se jouent du 15 février 2020 au 5 avril 2020. Les 8 équipes les mieux classées de chaque poule à l'issue de la saison régulière sont qualifiées pour les huitièmes de finale des séries éliminatoires. L'ensemble des tours se disputent au meilleur des 3 matches. Le vainqueur de la finale est sacré champion de Division 2 et est promu en Division 1 avec le finaliste.

#### Play-offs
|  |                                |                         |                              |                         |                           |                              |    |                           |                            |                            |                            |                            |                            |                            |        |        |        |        |        |        |        |        |        |        |
|  | Huitièmes de finale            | Huitièmes de finale     | Huitièmes de finale          | Huitièmes de finale     | Huitièmes de finale       |                              |    | Quarts de finale          | Quarts de finale           | Quarts de finale           | Quarts de finale           | Quarts de finale           |                            |                            | Finale | Finale | Finale | Finale | Finale | Finale | Finale | Finale | Finale | Finale |
|  |                                |                         |                              |                         |                           |                              |    |                           |                            |                            |                            |                            |                            |                            |        |        |        |        |        |        |        |        |        |        |
|  |                                |                         |                              |                         |                           |                              |    |                           | Demi-finales               |                            |                            |                            |                            |                            |        |        |        |        |        |        |        |        |        |        |
|  | 15 et 22 février 2020          |                         |                              |                         |                           |                              |    |                           |                            |                            |                            |                            |                            |                            |        |        |        |        |        |        |        |        |        |        |
|  |                                |                         |                              |                         |                           |                              |    |                           |                            |                            |                            |                            |                            |                            |        |        |        |        |        |        |        |        |        |        |
|  | Épinal Hockey Club             | A1                      | 5                            | 5                       |                           |                              |    |                           |                            |                            |                            |                            |                            |                            |        |        |        |        |        |        |        |        |        |        |
|  | Épinal Hockey Club             | A1                      | 5                            | 5                       | 29 février et 7 mars 2020 |                              |    |                           |                            |                            |                            |                            |                            |                            |        |        |        |        |        |        |        |        |        |        |
|  | Grizzlys de Vaujany            | B8                      | 3                            | 2                       |                           |                              |    |                           |                            |                            |                            |                            |                            |                            |        |        |        |        |        |        |        |        |        |        |
|  | Grizzlys de Vaujany            | B8                      | 3                            | 2                       | Épinal Hockey Club        | A1                           | 3  | 5                         |                            |                            |                            |                            |                            |                            |        |        |        |        |        |        |        |        |        |        |
|  | 15, 22 et 23 février 2020      |                         |                              |                         | Épinal Hockey Club        | A1                           | 3  | 5                         |                            |                            |                            |                            |                            |                            |        |        |        |        |        |        |        |        |        |        |
|  |                                |                         | Bouquetins du HCMP           | B4                      | 1                         | 4                            |    |                           |                            |                            |                            |                            |                            |                            |        |        |        |        |        |        |        |        |        |        |
|  | Bouquetins du HCMP             | B4                      | Bouquetins du HCMP           | B4                      | 1                         | 4                            | 7  | 1                         | 3                          |                            |                            |                            |                            |                            |        |        |        |        |        |        |        |        |        |        |
|  | Bouquetins du HCMP             | B4                      | 14, 21 et 22 mars 2020       |                         |                           |                              | 7  | 1                         | 3                          |                            |                            |                            |                            |                            |        |        |        |        |        |        |        |        |        |        |
|  | Red Dogs d'Amnéville           | A5                      | 3                            | 2                       | 0                         |                              |    |                           |                            |                            |                            |                            |                            |                            |        |        |        |        |        |        |        |        |        |        |
|  | Red Dogs d'Amnéville           | A5                      | 3                            | 2                       | 0                         |                              |    |                           | Épinal Hockey Club         | Épinal Hockey Club         | Épinal Hockey Club         | Épinal Hockey Club         | Épinal Hockey Club         | Épinal Hockey Club         | A1     |        |        |        |        |        |        |        |        |        |
|  | 15, 22 et 23 février 2020      |                         |                              |                         |                           |                              |    |                           | Épinal Hockey Club         | Épinal Hockey Club         | Épinal Hockey Club         | Épinal Hockey Club         | Épinal Hockey Club         | Épinal Hockey Club         | A1     |        |        |        |        |        |        |        |        |        |
|  | Ours de Villard-de-Lans        | Ours de Villard-de-Lans | Ours de Villard-de-Lans      | Ours de Villard-de-Lans | Ours de Villard-de-Lans   | Ours de Villard-de-Lans      | B2 |                           |                            |                            |                            |                            |                            |                            |        |        |        |        |        |        |        |        |        |        |
|  | Ours de Villard-de-Lans        | Ours de Villard-de-Lans | Ours de Villard-de-Lans      | Ours de Villard-de-Lans | Ours de Villard-de-Lans   | Ours de Villard-de-Lans      | B2 | Français volants de Paris | A3                         | 3                          | 6                          | 2                          |                            |                            |        |        |        |        |        |        |        |        |        |        |
|  | 29 février et 7 mars 2020      |                         |                              |                         |                           |                              |    | Français volants de Paris | A3                         | 3                          | 6                          | 2                          |                            |                            |        |        |        |        |        |        |        |        |        |        |
|  | Bélougas de Toulouse-Blagnac   | B6                      | 4                            | 1                       | 3                         |                              |    |                           |                            |                            |                            |                            |                            |                            |        |        |        |        |        |        |        |        |        |        |
|  | Bélougas de Toulouse-Blagnac   | B6                      | 4                            | 1                       | 3                         | Bélougas de Toulouse-Blagnac | B6 | 2                         | 2                          |                            |                            |                            |                            |                            |        |        |        |        |        |        |        |        |        |        |
|  | 15 et 22 février 2020          |                         |                              |                         |                           | Bélougas de Toulouse-Blagnac | B6 | 2                         | 2                          |                            |                            |                            |                            |                            |        |        |        |        |        |        |        |        |        |        |
|  |                                |                         | Ours de Villard-de-Lans      | B2                      | 3                         | 4                            |    |                           |                            |                            |                            |                            |                            |                            |        |        |        |        |        |        |        |        |        |        |
|  | Ours de Villard-de-Lans        | B2                      | Ours de Villard-de-Lans      | B2                      | 3                         | 4                            | 3  | 4                         |                            |                            |                            |                            |                            |                            |        |        |        |        |        |        |        |        |        |        |
|  | Ours de Villard-de-Lans        | B2                      |                              |                         |                           |                              | 3  | 4                         | 28 mars, 4 et 5 avril 2020 |                            |                            |                            |                            |                            |        |        |        |        |        |        |        |        |        |        |
|  | Lions de Wasquehal             | A7                      | 2                            | 3                       |                           |                              |    |                           |                            |                            |                            |                            |                            |                            |        |        |        |        |        |        |        |        |        |        |
|  | Lions de Wasquehal             | A7                      | 2                            | 3                       |                           |                              |    |                           |                            |                            |                            |                            |                            |                            |        |        |        |        |        |        |        |        |        |        |
|  | 15, 22 et 23 février 2020      |                         |                              |                         |                           |                              |    |                           |                            |                            |                            |                            |                            |                            |        |        |        |        |        |        |        |        |        |        |
|  |                                |                         |                              |                         |                           |                              |    |                           |                            |                            |                            |                            |                            |                            |        |        |        |        |        |        |        |        |        |        |
|  | Comètes de Meudon              | A2                      | 2                            | 10                      | 1                         |                              |    |                           |                            |                            |                            |                            |                            |                            |        |        |        |        |        |        |        |        |        |        |
|  | Comètes de Meudon              | A2                      | 2                            | 10                      | 1                         | 29 février et 7 mars 2020    |    |                           |                            |                            |                            |                            |                            |                            |        |        |        |        |        |        |        |        |        |        |
|  | Chevaliers du lac d'Annecy     | B7                      | 5                            | 2                       | 4                         |                              |    |                           |                            |                            |                            |                            |                            |                            |        |        |        |        |        |        |        |        |        |        |
|  | Chevaliers du lac d'Annecy     | B7                      | 5                            | 2                       | 4                         | Chevaliers du lac d'Annecy   | B7 | 3                         | 5                          |                            |                            |                            |                            |                            |        |        |        |        |        |        |        |        |        |        |
|  | 15, 22 et 23 février 2020      |                         |                              |                         |                           | Chevaliers du lac d'Annecy   | B7 | 3                         | 5                          |                            |                            |                            |                            |                            |        |        |        |        |        |        |        |        |        |        |
|  |                                |                         | Jets d'Évry Viry             | A6                      | 1                         | 3                            |    |                           |                            |                            |                            |                            |                            |                            |        |        |        |        |        |        |        |        |        |        |
|  | Lynx de Valence                | B3                      | Jets d'Évry Viry             | A6                      | 1                         | 3                            | 4  | 2                         | 2                          |                            |                            |                            |                            |                            |        |        |        |        |        |        |        |        |        |        |
|  | Lynx de Valence                | B3                      | 14, 21 et 22 mars 2020       |                         |                           |                              | 4  | 2                         | 2                          |                            |                            |                            |                            |                            |        |        |        |        |        |        |        |        |        |        |
|  | Jets d'Évry Viry               | A6                      | 7                            | 1                       | 8                         |                              |    |                           |                            |                            |                            |                            |                            |                            |        |        |        |        |        |        |        |        |        |        |
|  | Jets d'Évry Viry               | A6                      | 7                            | 1                       | 8                         |                              |    |                           | Chevaliers du lac d'Annecy | Chevaliers du lac d'Annecy | Chevaliers du lac d'Annecy | Chevaliers du lac d'Annecy | Chevaliers du lac d'Annecy | Chevaliers du lac d'Annecy | B7     |        |        |        |        |        |        |        |        |        |
|  | 15, 22 et 23 février 2020,     |                         |                              |                         |                           |                              |    |                           | Chevaliers du lac d'Annecy | Chevaliers du lac d'Annecy | Chevaliers du lac d'Annecy | Chevaliers du lac d'Annecy | Chevaliers du lac d'Annecy | Chevaliers du lac d'Annecy | B7     |        |        |        |        |        |        |        |        |        |
|  | Renards de Roanne              | Renards de Roanne       | Renards de Roanne            | Renards de Roanne       | Renards de Roanne         | Renards de Roanne            | B5 |                           |                            |                            |                            |                            |                            |                            |        |        |        |        |        |        |        |        |        |        |
|  | Renards de Roanne              | Renards de Roanne       | Renards de Roanne            | Renards de Roanne       | Renards de Roanne         | Renards de Roanne            | B5 | Dragons de Rouen II       | A4                         | 2                          | 3                          | 4                          |                            |                            |        |        |        |        |        |        |        |        |        |        |
|  | 29 février et 7 mars 2020      |                         |                              |                         |                           |                              |    | Dragons de Rouen II       | A4                         | 2                          | 3                          | 4                          |                            |                            |        |        |        |        |        |        |        |        |        |        |
|  | Renards de Roanne              | B5                      | 3                            | 1                       | 5                         |                              |    |                           |                            |                            |                            |                            |                            |                            |        |        |        |        |        |        |        |        |        |        |
|  | Renards de Roanne              | B5                      | 3                            | 1                       | 5                         | Renards de Roanne            | B5 | 4                         | 4                          |                            |                            |                            |                            |                            |        |        |        |        |        |        |        |        |        |        |
|  | 15 et 22 février 2020          |                         |                              |                         |                           | Renards de Roanne            | B5 | 4                         | 4                          |                            |                            |                            |                            |                            |        |        |        |        |        |        |        |        |        |        |
|  |                                |                         | Pingouins de Morzine-Avoriaz | B1                      | 3                         | 3                            |    |                           |                            |                            |                            |                            |                            |                            |        |        |        |        |        |        |        |        |        |        |
|  | Pingouins de Morzine-Avoriaz   | B1                      | Pingouins de Morzine-Avoriaz | B1                      | 3                         | 3                            | 5  | 12                        |                            |                            |                            |                            |                            |                            |        |        |        |        |        |        |        |        |        |        |
|  | Pingouins de Morzine-Avoriaz   | B1                      |                              |                         |                           |                              | 5  | 12                        |                            |                            |                            |                            |                            |                            |        |        |        |        |        |        |        |        |        |        |
|  | Diables rouges de Valenciennes | A8                      | 0                            | 2                       |                           |                              |    |                           |                            |                            |                            |                            |                            |                            |        |        |        |        |        |        |        |        |        |        |
|  | Diables rouges de Valenciennes | A8                      | 0                            | 2                       |                           |                              |    |                           |                            |                            |                            |                            |                            |                            |        |        |        |        |        |        |        |        |        |        |

#### Poule de maintien
La poule de maintien se joue du 15 février 2020 au 28 mars 2020. Les équipes placées au-delà de la huitième place de chaque poule participent à la phase finale de maintien, qui se déroule sous forme de poule où toutes les équipes se rencontrent en match aller – retour, un classement de 1 à 4 est établi suivant les modalités applicables à la saison régulière.

##### Résultats
Le score de l'équipe à domicile, située dans la colonne de gauche, est inscrit en premier.
| Résultats (dom.\ext.)                                              | CHL  | COL | COU | STR |
| Gaulois de Châlons-en-Champagne                                    |      | -   | 5-8 | 4-5 |
| Titans de Colmar                                                   | 3-4  |     | -   | -   |
| Coqs de Courbevoie                                                 | 16-6 | 4-3 |     | -   |
| CSG Strasbourg II                                                  | -    | 2-8 | 2-4 |     |
| - Victoire à domicile - Victoire à l'extérieur - Match non disputé |      |     |     |     |

Pr. : Prolongation    -    TF : Tirs de fusillade

##### Classement
- Les équipes classées 3ème et 4ème de la poule de maintien sont reléguées en Division 3,

| Clt   | Équipe               | PJ | V | VP | D | DP | BP | BC | Diff | Pts |
| ----- | -------------------- | -- | - | -- | - | -- | -- | -- | ---- | --- |
| +001, | Courbevoie           | 4  | 4 | 0  | 0 | 0  | 32 | 16 | +16  | 12  |
| +002, | Colmar               | 3  | 1 | 0  | 2 | 0  | 14 | 10 | +4   | 3   |
| +003, | Châlons-en-Champagne | 4  | 1 | 0  | 3 | 0  | 19 | 32 | -13  | 3   |
| +004, | Strasbourg II        | 3  | 1 | 0  | 2 | 0  | 9  | 16 | -7   | 3   |

- relégué en Division 3

## Division 3

### Équipes engagées
Les trente-quatre équipes engagées, dont seize équipes réserves et une équipe basée au Luxembourg, sont réparties en quatre groupes régionaux (le 2 suivant le nom d'une équipe indique qu'il s'agit d'une équipe réserve) :
| Club                       | Classement 2019-2020 | Entraîneur          | Patinoire                         | Capacité théorique |
| -------------------------- | -------------------- | ------------------- | --------------------------------- | ------------------ |
| Caribous de Seine-et-Marne | 2e (Poule C)         | Romain Danton       | Patinoire La Cartonnerie          | 450                |
| Drakkars de Caen II        | 3e (Poule B)         | Martial Janil       | Patinoire de Caen la Mer          | 1 499              |
| Renards d'Orléans          | 4e (Poule B)         | Gilbert Ledigarcher | Patinoire du Baron                | 920                |
| Albatros de Brest II       | 5e (Poule A)         | Serge Toukmatchev   | Rïnkla Stadium                    | 1 200              |
| Remparts de Tours II       | 5e (Poule B)         | Normand Roy         | Patinoire de Tours                | 1 760              |
| Tigres de l'ACBB           | 6e (Poule C)         | Rémy Parisot        | Patinoire de Boulogne-Billancourt | 1 800              |
| Cormorans de Rennes        | 7e (Poule A)         | Yven Sadoun         | Le Blizz                          | 750                |
| Ducs d'Angers II           | NC                   | Pierre-Yves Albert  | Angers IceParc                    | 3 520              |

| Club                        | Classement 2019-2020 | Entraîneur      | Patinoire                  | Capacité théorique |
| --------------------------- | -------------------- | --------------- | -------------------------- | ------------------ |
| Castors d'Asnières          | 2e (Poule B)         | Cédric Boucamus | Patinoire des Courtilles   | 1 421              |
| Tornado Luxembourg          | 4e (Poule C)         | Petr Fical      | Patinoire de Kockelscheuer | 1 000              |
| Phénix de Reims             | 5e (Poule C)         | Ivan Bock       | Patinoire Albert 1er       | 700                |
| Jokers de Cergy-Pontoise II | 7e (Poule B)         | Pavol Mihálik   | Aren'ice                   | 3 000              |
| Ducs de Dijon               | 7e (Poule C)         | Michal Divíšek  | Patinoire Trimolet         | 1 000              |
| Grizzly de Garges           | 8e (Poule B)         | Eddy Dana       | Patinoire du Val de France | 700                |
| Lions de Compiègne          | NC                   | Dimitri Bogus   | Patinoire de Compiègne     | 400                |
| Graoully de Metz            | NC                   | Kévin Le Guen   | Ice Arena de Metz          | 500                |

| Club                              | Classement 2019-2020 | Entraîneur         | Patinoire                         | Capacité théorique |
| --------------------------------- | -------------------- | ------------------ | --------------------------------- | ------------------ |
| Lions de Lyon                     | 11e (Ligue Magnus)   | Gérald Guennelon   | Patinoire Charlemagne             | 4 200              |
| Aigles de La Roche-sur-Yon        | 13e (Division 1)     | Juraj Ocelka       | Complexe Arago                    | 1 200              |
| Taureaux de feu de Limoges        | 19e (Division 2)     | Kirill Sokolov     | Patinoire municipale des Casseaux | 990                |
| Dragons de Poitiers               | 2e (Poule A)         | Franck Fazilleau   | Patinoire de Poitiers             | 810                |
| Boxers de Bordeaux II             | 3e (Poule A)         | Julien Desrosiers  | Patinoire de Mériadeck            | 3 200              |
| Corsaires de Nantes II            | 4e (Poule A)         | Julien Créno       | Patinoire du Petit Port           | 1 060              |
| Dogs de Cholet II                 | 6e (Poule A)         | David Charrier     | Complexe sportif Glisséo          | 1 200              |
| Hormadi Anglet II                 | NC                   | Sylvain Roy        | Patinoire de la Barre             | 1 200              |
| Sangliers Arvernes de Clermont II | NC                   | Thierry Grossetete | Patinoire Clermont Communauté     | 2 500              |

| Club                          | Classement 2019-2020 | Entraîneur           | Patinoire                             | Capacité théorique |
| ----------------------------- | -------------------- | -------------------- | ------------------------------------- | ------------------ |
| Boucaniers de Toulon          | 1er (Poule D)        | Jozef Držík          | Palais omnisports Marseille Grand Est | 5 504              |
| Aigles de Nice II             | 2e (Poule D)         | Laurent Grimaud      | Palais des sports Jean-Bouin          | 1 200              |
| Chevaliers du lac d'Annecy II | 3e (Poule D)         | Nicolas Rey-Gaurez   | Complexe Jean Régis                   | 1 650              |
| Castors d'Avignon             | 4e (Poule D)         | Damien Ribourg       | Palais de la Glace                    | 500                |
| Krokos de Nîmes               | 5e (Poule D)         | Raphaël Facchini     | Patinoire de Nîmes                    | 300                |
| Éléphants de Chambéry II      | 6e (Poule D)         | Kévin Grabit         | Patinoire Buisson Rond                | 1 200              |
| Vipers de Montpellier II      | 7e (Poule D)         | Raimonds Danilics    | Patinoire Végapolis                   | 2 400              |
| Diables rouges de Briançon II | NC                   | Nicolas Herzer       | Patinoire René-Froger                 | 2 300              |
| Ours de Villard-de-Lans II    | NC                   | Jean-Claude Gaillard | Patinoire André Ravix                 | 2 000              |

- Légende des couleurs

- À la suite de difficultés financières, les clubs de Lyon et La Roche-sur-Yon repartent en Division 3.
- Relégué de Division 2 2018-2019
- Nouvelle équipe

### Saison régulière
La saison régulière se joue du 21 septembre 2019 au 9 février 2020.
Les trente-trois équipes engagées sont réparties en quatre poules (de huit ou neuf équipes), les matchs se jouent en aller-retour. Les quatre premiers de chaque groupe se qualifient pour la phase finale.
Durant la phase finale qui se joue en matchs aller-retour (ainsi quand il y a match nul, il n'y a pas de prolongation, le score est conservé tel quel), le score cumulé désignant le vainqueur, les qualifiés du groupe A affrontent ceux du groupe B et ceux du groupe C sont opposés à ceux du groupe D. Les vainqueurs des quarts de finale se qualifient pour le carré final.
Les quatre qualifiés pour le carré final sont rassemblés au sein d'une poule unique qui se joue en matchs simples. L'équipe finissant à la première place est sacrée championne de Division 3. Le champion et le deuxième sont promus en Division 2.
- Pour l'attribution des points, voir la section « Règlement » ci-dessus.

#### Groupe A
Le score de l'équipe à domicile, située dans la colonne de gauche, est inscrit en premier.
| Résultats (▼dom., ►ext.)                                           | ANG  | BOU   | BRE  | CAE | DAM | ORL  | REN  | TRS |
| Ducs d'Angers II                                                   |      | 6-2   | 12-2 | 3-2 | 8-5 | 11-0 | 8-2  | 4-2 |
| Tigres de l'ACBB                                                   | 3-5  |       | 1-5  | 2-4 | 2-7 | 8-4  | 9-3  | 5-2 |
| Albatros de Brest II                                               | 3-6  | 8-7   |      | 5-9 | 2-5 | 7-1  | 5-1  | 2-8 |
| Drakkars de Caen II                                                | 6-2  | 6-3   | 7-1  |     | 3-2 | 8-2  | 17-1 | 3-0 |
| Caribous de Seine-et-Marne                                         | 5-3  | 2-3   | 13-1 | 6-9 |     | 12-0 | 9-1  | 6-5 |
| Renards d'Orléans                                                  | 1-11 | 2-4   | 7-1  | 3-4 | 4-5 |      | 3-4  | 1-4 |
| Cormorans de Rennes                                                | 1-6  | 5-7   | 2-5  | 5-8 | 3-9 | 3-5  |      | 1-6 |
| Remparts de Tours II                                               | 2-7  | 5-4Pr | 5-0  | 7-5 | 4-1 | 9-0  | 11-2 |     |
| - Victoire à domicile - Victoire à l'extérieur - Match non disputé |      |       |      |     |     |      |      |     |

| Clt   | Équipe               | PJ | V  | VP | D  | DP | BP | BC  | Diff | Pts |
| ----- | -------------------- | -- | -- | -- | -- | -- | -- | --- | ---- | --- |
| +001, | Caen II              | 14 | 12 | 0  | 2  | 0  | 91 | 42  | +49  | 36  |
| +002, | Angers II            | 14 | 12 | 0  | 2  | 0  | 92 | 36  | +56  | 36  |
| +003, | Dammarie             | 14 | 9  | 0  | 5  | 0  | 87 | 48  | +39  | 27  |
| +004, | Tours II             | 14 | 8  | 1  | 5  | 0  | 70 | 46  | +29  | 26  |
| +005, | Boulogne-Billancourt | 14 | 6  | 0  | 7  | 1  | 60 | 64  | -4   | 19  |
| +006, | Brest II             | 14 | 5  | 0  | 9  | 0  | 47 | 84  | -37  | 15  |
| +007, | Orléans              | 14 | 2  | 0  | 12 | 0  | 33 | 91  | -58  | 6   |
| +008, | Rennes               | 14 | 1  | 0  | 13 | 0  | 34 | 108 | -74  | 3   |

- Qualifié pour les matchs d'interclassement de tête de séries
- Qualifié les barrages pour les huitièmes de finale

#### Groupe B
Le score de l'équipe à domicile, située dans la colonne de gauche, est inscrit en premier.
| Résultats (▼dom., ►ext.)                                           | ASN   | CER   | COM   | DIJ   | GAR  | LUX   | MTZ  | REI  |
| Castors d'Asnières                                                 |       | 8-3   | 13-1  | 4-5Pr | 11-1 | 4-1   | 6-1  | 3-4  |
| Jokers de Cergy-Pontoise II                                        | 3-8   |       | 10-4  | 5-10  | 3-6  | 6-5Pr | 11-4 | 0-7  |
| Lions de Compiègne                                                 | 1-15  | 6-5Pr |       | 3-9   | 2-8  | 1-7   | 4-6  | 0-13 |
| Ducs de Dijon                                                      | 1-5   | 15-6  | 12-0  |       | 10-2 | 4-7   | 16-0 | 1-9  |
| Grizzly de Garges                                                  | 0-10  | 9-3   | 4-3Pr | 4-10  |      | 5-4   | 9-2  | 0-13 |
| Tornado Luxembourg                                                 | 3-7   | 8-2   | 13-2  | 3-11  | 12-3 |       | 7-1  | 2-7  |
| Graoully de Metz                                                   | 2-11  | 3-5   | 7-3   | 1-10  | 3-5  | 2-10  |      | 0-14 |
| Phénix de Reims                                                    | 2-1Pr | 14-1  | 9-0   | 7-2   | 17-1 | 6-2   | 14-0 |      |
| - Victoire à domicile - Victoire à l'extérieur - Match non disputé |       |       |       |       |      |       |      |      |

| Clt   | Équipe             | PJ | V  | VP | D  | DP | BP  | BC  | Diff | Pts |
| ----- | ------------------ | -- | -- | -- | -- | -- | --- | --- | ---- | --- |
| +001, | Reims              | 14 | 13 | 1  | 0  | 0  | 136 | 13  | +123 | 41  |
| +002, | Asnières-sur-Seine | 14 | 11 | 0  | 1  | 2  | 106 | 28  | +78  | 32  |
| +003, | Dijon              | 14 | 9  | 1  | 4  | 0  | 116 | 56  | +60  | 29  |
| +004, | Luxembourg         | 14 | 7  | 0  | 6  | 1  | 84  | 61  | +23  | 22  |
| +005, | Garges             | 14 | 6  | 1  | 7  | 0  | 57  | 103 | -46  | 20  |
| +006, | Cergy-Pontoise II  | 14 | 3  | 1  | 9  | 1  | 63  | 107 | -44  | 12  |
| +007, | Metz               | 14 | 2  | 0  | 12 | 0  | 32  | 125 | -93  | 6   |
| +008, | Compiègne          | 14 | 0  | 1  | 12 | 1  | 30  | 131 | -101 | 3   |

- Qualifié pour les matchs d'interclassement de tête de séries
- Qualifié les barrages pour les huitièmes de finale

#### Groupe C
Le score de l'équipe à domicile, située dans la colonne de gauche, est inscrit en premier.
| Résultats (▼dom., ►ext.)                                           | AGL  | BOR | CHO  | CLE  | LRY   | LIM   | LYO | NAN  | POI  |
| Hormadi Anglet II                                                  |      | 5-1 | 12-0 | 5-2  | 5-4TF | 9-0   |     | 11-2 | 4-9  |
| Boxers de Bordeaux II                                              | 3-8  |     | 9-2  | 6-1  | 5-4   | 5-2   |     | 6-1  | 3-9  |
| Dogs de Cholet II                                                  | 1-11 | 1-8 |      | 2-10 | 2-4   | 3-8   |     | 3-8  | 4-10 |
| Sangliers Arvernes de Clermont II                                  | 4-6  | 7-4 | 5-2  |      | 3-11  | 4-3Pr |     | 6-5  | 0-5  |
| Aigles de La Roche-sur-Yon                                         | 3-2  | 6-1 | 12-2 | 15-4 |       | 7-3   |     | 20-1 | 8-3  |
| Taureaux de feu de Limoges                                         | 2-9  | 3-8 | 13-4 | 6-2  | 2-5   |       |     | 10-5 | 4-11 |
| Lions de Lyon                                                      |      |     |      |      |       |       |     |      |      |
| Corsaires de Nantes II                                             | 0-8  | 8-7 | -    | 2-9  | 1-5   | 1-4   |     |      | 3-8  |
| Dragons de Poitiers                                                | 12-3 | 6-5 | 15-2 | 11-4 | 8-4   | 14-6  |     | 14-1 |      |
| - Victoire à domicile - Victoire à l'extérieur - Match non disputé |      |     |      |      |       |       |     |      |      |

| Clt   | Équipe           | PJ | V  | VP | D  | DP | BP  | BC  | Diff | Pts     |
| ----- | ---------------- | -- | -- | -- | -- | -- | --- | --- | ---- | ------- |
| +001, | Poitiers         | 14 | 13 | 0  | 1  | 0  | 135 | 51  | +84  | 39      |
| +002, | La Roche-sur-Yon | 14 | 11 | 0  | 2  | 1  | 108 | 42  | +66  | 34      |
| +003, | Anglet II        | 14 | 10 | 1  | 3  | 0  | 98  | 43  | +55  | 32      |
| +004, | Bordeaux II      | 14 | 7  | 0  | 7  | 0  | 71  | 63  | +9   | 21      |
| +005, | Limoges          | 14 | 5  | 0  | 8  | 1  | 66  | 87  | -21  | 16      |
| +006, | Clermont II      | 14 | 5  | 1  | 8  | 0  | 61  | 83  | -22  | 16 (-1) |
| +007, | Nantes II        | 13 | 2  | 0  | 11 | 0  | 38  | 111 | -73  | 6       |
| +008, | Cholet II        | 13 | 0  | 0  | 13 | 0  | 28  | 125 | -97  | 0       |
|       | Lyon             | 0  | 0  | 0  | 0  | 0  | 0   | 0   | +0   | 0       |

- Qualifié pour les matchs d'interclassement de tête de séries
- Qualifié les barrages pour les huitièmes de finale

#### Groupe D
Le score de l'équipe à domicile, située dans la colonne de gauche, est inscrit en premier.
| Résultats (▼dom., ►ext.)                                           | ANN   | AVI   | BRI   | CHM | MON  | NIC   | NÎM | TLN   | VIL   |
| Chevaliers du lac d'Annecy II                                      |       | 1-4   | 7-4   | 6-1 | 4-0  | 3-1   | 7-2 | 6-2   | 10-0  |
| Castors d'Avignon                                                  | 5-2   |       | 8-3   | 7-3 | 7-2  | 6-4   | 5-2 | 5-4   | 9-4   |
| Diables rouges de Briançon II                                      | 4-1   | 3-4Pr |       | 5-8 | 10-1 | 4-5Pr | 9-1 | 6-3   | 12-3  |
| Éléphants de Chambéry II                                           | 6-3   | 3-7   | 5-6Pr |     | 9-1  | 3-7   | 3-1 | 4-3   | 18-2  |
| Vipers de Montpellier II                                           | 1-5   | 3-2Pr | 5-4   | 5-3 |      | 5-9   | 2-6 | 1-12  | 4-5TF |
| Aigles de Nice II                                                  | 2-5   | 8-3   | 3-8   | 8-2 | 8-4  |       | 9-3 | 6-5TF | 5-0   |
| Krokos de Nîmes                                                    | 4-3TF | 3-7   | 4-9   | 7-4 | 14-1 | 6-9   |     | 5-6Pr | 4-1   |
| Boucaniers de Toulon                                               | 1-5   | 7-4   | 4-5Pr | 6-3 | 5-4  | 4-6   | 7-3 |       | 17-2  |
| Ours de Villard-de-Lans II                                         | 0-1   | 1-8   | 2-6   | 2-3 | 7-4  | 5-7   | 0-3 | 3-5   |       |
| - Victoire à domicile - Victoire à l'extérieur - Match non disputé |       |       |       |     |      |       |     |       |       |

| Clt   | Équipe             | PJ | V  | VP | D  | DP | BP | BC  | Diff | Pts    |
| ----- | ------------------ | -- | -- | -- | -- | -- | -- | --- | ---- | ------ |
| +001, | Avignon            | 16 | 12 | 1  | 2  | 1  | 91 | 55  | +36  | 39     |
| +002, | Annecy II          | 16 | 11 | 0  | 4  | 1  | 69 | 37  | +32  | 34     |
| +003, | Nice II            | 16 | 10 | 2  | 4  | 0  | 99 | 66  | +33  | 34     |
| +004, | Briançon II        | 16 | 8  | 2  | 4  | 2  | 98 | 64  | +34  | 30     |
| +005, | Toulon             | 16 | 7  | 1  | 6  | 2  | 91 | 68  | +23  | 25     |
| +006, | Chambéry II        | 16 | 7  | 0  | 8  | 1  | 78 | 76  | +2   | 22     |
| +007, | Nîmes              | 16 | 5  | 1  | 9  | 1  | 68 | 82  | -14  | 18     |
| +008, | Montpellier II     | 16 | 2  | 1  | 12 | 1  | 43 | 110 | -67  | 9      |
| +009, | Villard-de-Lans II | 16 | 1  | 1  | 14 | 0  | 37 | 116 | -79  | 4 (-1) |

- Qualifié pour les matchs d'interclassement de tête de séries
- Qualifié les barrages pour les huitièmes de finale

### Phase finale
Durant les séries éliminatoires qui se jouent en matchs aller-retour (ainsi quand il y a match nul au premier match, il n'y a pas de prolongation, le score est conservé tel quel), le score cumulé désignant le vainqueur. Les vainqueurs des barrages sont opposés aux 8 équipes ayant disputé les matchs d'interclassement.
Lors du tour préliminaire et des huitièmes de finale, les qualifiés du groupe A affrontent ceux du groupe B et ceux du groupe C sont opposés à ceux du groupe D.
En quart de finale le brassage est total.
Les quatre qualifiés pour le carré final sont rassemblés au sein d'une poule unique qui se joue en matchs simples. L'équipe finissant à la première place est sacrée champion de Division 3, elle est promue en Division 2 avec l'équipe classée deuxième du carré final.

#### Tour préliminaire
Le match aller se joue chez l'équipe la moins bien classée à l'issue de la phase de poule.

en italique : les équipes ne pouvant pas être promues
| Équipe 1               | Aller | Total | Retour | Équipe 2                         |
| ---------------------- | ----- | ----- | ------ | -------------------------------- |
| Drakkars de Caen II A1 | 3-4   | -     | -      | B2 Castors d'Asnières            |
| Phénix de Reims B1     | 3-4   | 10-6  | 7-2    | A2 Ducs d'Angers II              |
| Dragons de Poitiers C1 | 4-2   | 14-9  | 10-7   | D2 Chevaliers du lac d'Annecy II |
| Castors d'Avignon D1   | 5-12  | 6-18  | 1-6    | C2 Aigles de La Roche-sur-Yon    |

- Qualifié pour les huitièmes de finale en tant que tête de série
- Qualifié pour les huitièmes de finale

| Équipe 1                         | Aller | Total | Retour | Équipe 2                            |
| -------------------------------- | ----- | ----- | ------ | ----------------------------------- |
| Caribous de Seine-et-Marne A3    | 8-4   | 19-9  | 11-5   | B6 Jokers de Cergy-Pontoise II      |
| Ducs de Dijon B3                 | 12-8  | 20-9  | 8-1    | A6 Albatros de Brest II             |
| Remparts de Tours II A4          | 7-7   | 12-7  | 5-0    | B5 Grizzly de Garges                |
| Tornado Luxembourg B4            | 5-5   | 8-5   | 3-0    | A5 Tigres de l'ACBB                 |
| Hormadi Anglet II C3             | 6-4   | 15-4  | 9-0    | D6 Éléphants de Chambéry II         |
| Aigles de Nice II D3             | 6-2   | 16-8  | 10-6   | C6Sangliers Arvernes de Clermont II |
| Boxers de Bordeaux II C4         | 2-4   | 5-7   | 3-3    | D5 Boucaniers de Toulon             |
| Diables rouges de Briançon II D4 | 10-3  | 23-6  | 13-3   | C5 Taureaux de feu de Limoges       |

- Qualifié pour les huitièmes de finale

#### Séries éliminatoires
|  | Huitièmes de finale           | Huitièmes de finale           | Huitièmes de finale | Huitièmes de finale      | Huitièmes de finale      | Huitièmes de finale |   |  | Quarts de finale | Quarts de finale | Quarts de finale | Quarts de finale | Quarts de finale | Quarts de finale |
|  |                               |                               |                     |                          |                          |                     |   |  |                  |                  |                  |                  |                  |                  |
|  | 7 et 14 mars 2020             |                               |                     |                          |                          |                     |   |  |                  |                  |                  |                  |                  |                  |
|  |                               |                               |                     |                          |                          |                     |   |  |                  |                  |                  |                  |                  |                  |
|  | Drakkars de Caen II           | Drakkars de Caen II           | A1                  | 3                        |                          |                     |   |  |                  |                  |                  |                  |                  |                  |
|  | Drakkars de Caen II           | Drakkars de Caen II           | A1                  | 3                        | 28 mars au 11 avril 2020 |                     |   |  |                  |                  |                  |                  |                  |                  |
|  | Tornado Luxembourg            | Tornado Luxembourg            | B4                  | 6                        |                          |                     |   |  |                  |                  |                  |                  |                  |                  |
|  | Tornado Luxembourg            | Tornado Luxembourg            | B4                  | 6                        |                          |                     |   |  |                  |                  |                  |                  |                  |                  |
|  | 7 et 21 mars 2020             |                               |                     |                          |                          |                     |   |  |                  |                  |                  |                  |                  |                  |
|  |                               |                               |                     |                          |                          |                     |   |  |                  |                  |                  |                  |                  |                  |
|  | Castors d'Avignon             | Castors d'Avignon             | D1                  | 2                        |                          |                     |   |  |                  |                  |                  |                  |                  |                  |
|  | Castors d'Avignon             | Castors d'Avignon             | D1                  | 2                        |                          |                     |   |  |                  |                  |                  |                  |                  |                  |
|  | Aigles de Nice II             | Aigles de Nice II             | D3                  | 2                        |                          |                     |   |  |                  |                  |                  |                  |                  |                  |
|  | Aigles de Nice II             | Aigles de Nice II             | D3                  | 2                        |                          |                     |   |  |                  |                  |                  |                  |                  |                  |
|  | 14 et 21 mars 2020            |                               |                     |                          |                          |                     |   |  |                  |                  |                  |                  |                  |                  |
|  |                               |                               |                     |                          |                          |                     |   |  |                  |                  |                  |                  |                  |                  |
|  | Phénix de Reims               | Phénix de Reims               | B1                  |                          |                          |                     |   |  |                  |                  |                  |                  |                  |                  |
|  | Phénix de Reims               | Phénix de Reims               | B1                  | 28 mars au 11 avril 2020 |                          |                     |   |  |                  |                  |                  |                  |                  |                  |
|  | Remparts de Tours II          | Remparts de Tours II          | A4                  |                          |                          |                     |   |  |                  |                  |                  |                  |                  |                  |
|  | Remparts de Tours II          | Remparts de Tours II          | A4                  |                          |                          |                     |   |  |                  |                  |                  |                  |                  |                  |
|  | 7 et 21 mars 2020             |                               |                     |                          |                          |                     |   |  |                  |                  |                  |                  |                  |                  |
|  |                               |                               |                     |                          |                          |                     | ' |  |                  |                  |                  |                  |                  |                  |
|  | Chevaliers du lac d'Annecy II | Chevaliers du lac d'Annecy II | D2                  | 2                        |                          |                     |   |  |                  |                  |                  |                  |                  |                  |
|  | Chevaliers du lac d'Annecy II | Chevaliers du lac d'Annecy II | D2                  | 2                        |                          |                     |   |  |                  |                  |                  |                  |                  |                  |
|  | Hormadi Anglet II             | Hormadi Anglet II             | C3                  | 3                        |                          |                     |   |  |                  |                  |                  |                  |                  |                  |
|  | Hormadi Anglet II             | Hormadi Anglet II             | C3                  | 3                        |                          |                     |   |  |                  |                  |                  |                  |                  |                  |
|  | 7 et 21 mars 2020             |                               |                     |                          |                          |                     |   |  |                  |                  |                  |                  |                  |                  |
|  |                               |                               |                     |                          |                          |                     |   |  |                  |                  |                  |                  |                  |                  |
|  | Dragons de Poitiers           | Dragons de Poitiers           | C1                  | 5                        |                          |                     |   |  |                  |                  |                  |                  |                  |                  |
|  | Dragons de Poitiers           | Dragons de Poitiers           | C1                  | 5                        | 28 mars au 11 avril 2020 |                     |   |  |                  |                  |                  |                  |                  |                  |
|  | Diables rouges de Briançon II | Diables rouges de Briançon II | D4                  | 2                        |                          |                     |   |  |                  |                  |                  |                  |                  |                  |
|  | Diables rouges de Briançon II | Diables rouges de Briançon II | D4                  | 2                        |                          |                     |   |  |                  |                  |                  |                  |                  |                  |
|  | 13 au 21 mars 2020            |                               |                     |                          |                          |                     |   |  |                  |                  |                  |                  |                  |                  |
|  |                               |                               |                     |                          |                          |                     |   |  |                  |                  |                  |                  |                  |                  |
|  | Ducs d'Angers II              | Ducs d'Angers II              | A2                  |                          |                          |                     |   |  |                  |                  |                  |                  |                  |                  |
|  | Ducs d'Angers II              | Ducs d'Angers II              | A2                  |                          |                          |                     |   |  |                  |                  |                  |                  |                  |                  |
|  | Ducs de Dijon                 | Ducs de Dijon                 | B3                  |                          |                          |                     |   |  |                  |                  |                  |                  |                  |                  |
|  | Ducs de Dijon                 | Ducs de Dijon                 | B3                  |                          |                          |                     |   |  |                  |                  |                  |                  |                  |                  |
|  | 14 et 15 mars 2020            |                               |                     |                          |                          |                     |   |  |                  |                  |                  |                  |                  |                  |
|  |                               |                               |                     |                          |                          |                     |   |  |                  |                  |                  |                  |                  |                  |
|  | Aigles de La Roche-sur-Yon    | Aigles de La Roche-sur-Yon    | C2                  |                          |                          |                     |   |  |                  |                  |                  |                  |                  |                  |
|  | Aigles de La Roche-sur-Yon    | Aigles de La Roche-sur-Yon    | C2                  | 28 mars au 11 avril 2020 |                          |                     |   |  |                  |                  |                  |                  |                  |                  |
|  | Boucaniers de Toulon          | Boucaniers de Toulon          | D5                  |                          |                          |                     |   |  |                  |                  |                  |                  |                  |                  |
|  | Boucaniers de Toulon          | Boucaniers de Toulon          | D5                  |                          |                          |                     |   |  |                  |                  |                  |                  |                  |                  |
|  | 14 et 21 mars 2020            |                               |                     |                          |                          |                     |   |  |                  |                  |                  |                  |                  |                  |
|  |                               |                               |                     |                          |                          |                     |   |  |                  |                  |                  |                  |                  |                  |
|  | Castors d'Asnières            | Castors d'Asnières            | B2                  |                          |                          |                     |   |  |                  |                  |                  |                  |                  |                  |
|  | Castors d'Asnières            | Castors d'Asnières            | B2                  |                          |                          |                     |   |  |                  |                  |                  |                  |                  |                  |
|  | Caribous de Seine-et-Marne    | Caribous de Seine-et-Marne    | A3                  |                          |                          |                     |   |  |                  |                  |                  |                  |                  |                  |

en italique : les équipes ne pouvant pas être promues